# James Anderson (basquete)
James Lee Anderson (El Dorado 25 de Março de 1989) é um basquetebolista profissional estadunidense que atualmente joga pelo Anadolu Efes da BSL e da Euroliga.
Ele jogou basquetebol universitário na Universidade Estadual de Oklahoma e foi selecionado pelo San Antonio Spurs com a 20° escolha geral no Draft da NBA de 2010. Além dos Spurs, ele jogou por Houston Rockets, Philadelphia 76ers e Sacramento Kings da NBA, pelo Austin Toros da G-League, pelo Žalgiris da Liga Lituana, pelo Darussafaka da Liga Turca e pelo Khimki da VTB United League.

## Carreira no ensino médio
Anderson frequentou a Junction City High School em Junction City, Arkansas. Em seu último ano, Anderson levou o time ao título estadual do Arkansas Classe 2A, marcando 43 pontos na final. Anderson foi nomeado Jogador do Ano Gatorade de Arkansas e nomeado para as equipes All-American do McDonald's e Parade.
Considerado um recruta de quatro estrelas pela Rivals.com, Anderson foi listado como o 10º melhor Ala e o 32º melhor jogador do país em 2007.

## Carreira na faculdade
Anderson escolheu a Universidade Estadual de Oklahoma e teve um impacto imediato, marcando 29 pontos em seu primeiro jogo universitário, uma vitória por 104-48 sobre Prairie View. Em sua primeiro temporada, Anderson teve médias de 13.3 pontos e 3.7 rebotes.
James Anderson progrediu em seu segundo ano, elevando sua média de pontos para 18,2 pontos e superando a marca de 1.000 pontos de carreira em apenas seu segundo ano.
Após sua segunda temporada, Anderson foi selecionado para representar a Seleção Americana de Basquetebol nos Universíada de Verão de 2009 em Belgrado, Sérvia. A equipe dos EUA conquistou a medalha de bronze sob o comando de Bo Ryan.
Em seu último ano, ele teve médias de 22.3 pontos e 5.8 rebotes.

## Carreira profissional

### San Antonio Spurs (2010-2012)
Anderson foi selecionado pelo San Antonio Spurs com a 20° escolha geral no Draft da NBA de 2010.
Anderson jogou em seis jogos no início da temporada, antes de sofrer uma fratura por estresse no quinto metatarso do pé direito. Em 26 de janeiro de 2011, ele foi designado para o Austin Toros da D-League, a fim de voltar a jogar. Anderson jogou dois jogos pelo Toros, antes de ser chamado pelos Spurs três dias depois. No entanto, em 7 de fevereiro, ele foi designado para o Toros mais uma vez, onde apareceu em mais cinco jogos, antes de ser convocado pelos Spurs em 23 de fevereiro. Os Spurs não exercitaram sua opção de renovação e ele se tornou agente livre.
Em setembro de 2012, Anderson assinou contrato com o Atlanta Hawks. Ele foi dispensado pelos Hawks em 27 de outubro de 2012. Posteriormente, Anderson foi adquirido pelo Bakersfield Jam da D-League e depois negociado com o Rio Grande Valley Vipers.
Em 21 de novembro de 2012, Anderson assinou contrato com os Spurs para uma segunda passagem. Ele escolheu a camisa # 11, já que Nando De Colo usava seu número anterior, # 25.
Em 20 de dezembro de 2012, Anderson foi dispensado pelos Spurs. Ele foi readquirido pelo Rio Grande Valley Vipers em 25 de dezembro de 2012.
Ao todo, Anderson passou 3 temporada em San Antônio e disputou 87 jogos, com médias de 11.3 minutos, 3.7 pontos e 1.3 rebotes.

### Houston Rockets (2013)
Em 2 de janeiro de 2013, Anderson foi contratado pelo Houston Rockets. Ele teve seu melhor jogo pelos Rockets, quando fez 14 pontos e 5 rebotes em uma derrota de 96-106 contra o Los Angeles Clippers em 13 de fevereiro de 2013.
Em 15 de julho de 2013, ele foi dispensado pelos Rockets.

### Philadelphia 76ers (2013-2014)
Em 16 de julho de 2013, Anderson foi contratado pelo Philadelphia 76ers. Em 13 de novembro de 2013, ele marcou 36 pontos ao vencer o Houston Rockets por 123-117. 
Em sua única temporada na Philadelphia, Anderson disputou 80 jogos e teve médias de 28.9 minutos, 10.1 pontos e 3.8 rebotes.
Em 30 de junho de 2014, Anderson foi dispensado pelo 76ers.

### Sacramento Kings (2015-2016)
Em 16 de julho de 2015, Anderson assinou contrato com o Sacramento Kings. Ele teve seu melhor jogo pelos Kings, quando fez 17 pontos e 4 rebotes em uma derrota de 123-108 contra o New Orleans Pelicans em 16 de março de 2016.
Em sua única temporada em Sacramento, Anderson disputou 51 jogos e teve médias de 14.1 minutos, 3.5 pontos e 1.7 rebotes.

### Europa
Em 5 de agosto de 2014, Anderson assinou um contrato de um ano com Žalgiris Kaunas, da Lituânia. Ele ajudou Žalgiris a vencer o campeonato LKL pelo 5º ano consecutivo.
Em 21 de julho de 2016, Anderson assinou um contrato de dois anos com o clube turco Darüşşafaka. Em 16 de julho de 2017, Anderson assinou um contrato de dois anos com o clube russo Khimki. Em 12 de julho de 2018, Anderson saiu do Khimki e ingressou no clube turco Anadolu Efes, assinando um contrato de dois anos.

## Estatísticas

### NBA

#### Temporada regular
| Year     | Team         | GP  | MPG  | FG%  | 3P%  | FT%  | RPG | APG | SPG | BPG | PPG  |
| -------- | ------------ | --- | ---- | ---- | ---- | ---- | --- | --- | --- | --- | ---- |
| 2010–11  | San Antonio  | 26  | 11.0 | .383 | .391 | .778 | .9  | .7  | .1  | .2  | 3.6  |
| 2011–12  | San Antonio  | 51  | 11.8 | .379 | .279 | .750 | 1.5 | .8  | .2  | .0  | 3.7  |
| 2012–13  | San Antonio  | 10  | 9.4  | .440 | .455 | .778 | 1.4 | .9  | .3  | .2  | 3.4  |
| 2012–13  | Houston      | 29  | 10.6 | .406 | .327 | .895 | 2.0 | 1.1 | .4  | .1  | 4.0  |
| 2013–14  | Philadelphia | 80  | 28.9 | .431 | .328 | .726 | 3.8 | 1.9 | .9  | .4  | 10.1 |
| 2015–16  | Sacramento   | 51  | 14.1 | .376 | .267 | .759 | 1.7 | .8  | .4  | .3  | 3.5  |
| Carreira | Carreira     | 247 | 17.5 | .411 | .321 | .755 | 2.3 | 1.2 | .5  | .2  | 5.8  |

#### Playoffs
| Year     | Team        | GP | MPG | FG%  | 3P%  | FT%  | RPG | APG | SPG | BPG | PPG |
| -------- | ----------- | -- | --- | ---- | ---- | ---- | --- | --- | --- | --- | --- |
| 2012     | San Antonio | 8  | 3.9 | .444 | .500 | .500 | .6  | .4  | .1  | .0  | 1.4 |
| 2013     | Houston     | 2  | 9.0 | .200 | .000 | -    | 2.0 | .0  | .0  | .0  | 1.0 |
| Carreira | Carreira    | 10 | 4.9 | .357 | .286 | .500 | .9  | .3  | .1  | .0  | 1.3 |

### EuroLeague
| Year     | Team         | GP  | MPG  | FG%  | 3P%  | FT%  | RPG | APG | SPG | BPG | PPG  |
| -------- | ------------ | --- | ---- | ---- | ---- | ---- | --- | --- | --- | --- | ---- |
| 2014–15  | Žalgiris     | 24  | 28.4 | .396 | .329 | .785 | 5.1 | 2.5 | .9  | .5  | 14.5 |
| 2016–17  | Darüşşafaka  | 34  | 22.3 | .407 | .346 | .673 | 3.6 | 1.3 | .6  | .4  | 9.2  |
| 2017–18  | Khimki       | 31  | 21.8 | .455 | .345 | .875 | 2.8 | 1.3 | .6  | .3  | 9.2  |
| 2018–19  | Anadolu Efes | 37  | 14.8 | .432 | .427 | .828 | 2.0 | .7  | .2  | .1  | 4.8  |
| Carreira | Carreira     | 126 | 21.0 | .418 | .354 | .781 | 3.2 | 1.3 | .6  | .3  | 8.9  |

Fonte: